# 雅美宽口烟管蜗牛
雅美宽口烟管蜗牛（学名：Proreinia eastlakeana yami），是柄眼目烟管蜗牛科宽口烟管蜗牛属的一种。主要分布于中国大陆、台湾，常栖息在阴暗潮湿，多腐殖质环境的灌木丛、草丛、多潮湿的地衣、苔藓的树干、石块、土石缝隙中、落叶下、树洞、墙壁、岩石上。